# Little House on the Prairie (serie de televisión)
Little House on the Prairie (llamada La familia Ingalls en Centroamérica y algunos países de Sudamérica, La casa de la pradera en España y Costa Rica, Los pioneros en México, y La pequeña casa en la pradera en Chile y Venezuela) es una serie de televisión estadounidense de la NBC, producida y transmitida por dicha cadena entre 1974 y 1983. Está basada en la saga de libros homónima de Laura Ingalls Wilder. Se convirtió en serie televisiva después del éxito que obtuvo la película de televisión del mismo nombre, filmada meses antes, en 1973.
Durante la temporada 1982-1983, la serie fue difundida con el nuevo título Little House: A New Beggining. En 2005 se produjo una nueva versión de la serie, pero con otros actores.

## La serie
A comienzos de los años 1970, el productor y ejecutivo de televisión Ed Friendly leyó la breve autobiografía escrita por la verdadera Laura Ingalls Wilder. Friendly quedó encantado con los relatos de la vida en la frontera americana y se reunió con Michael Landon para dirigir un piloto en la televisión. Cuando Landon se ofreció para el papel de Charles Ingalls, la NBC supo que tenía los ingredientes de una serie exitosa.
Little House on the Prairie se emitió del 11 de septiembre de 1974 al 21 de marzo de 1983.Con una adaptación libre de los breves libros originales, debutó con índices de audiencia excepcionales. Durante nueve años, las audiencias favorecieron esta historia de la vida en la frontera occidental y septentrional norteamericana del siglo XIX.
La revista americana TV Guide clasificó a Charles Ingalls como el cuarto papá más importante de la TV de todos los tiempos y Nellie Oleson fue coronada como la número tres de entre los diez personajes más engreídos de la televisión. La actuación de Melissa Sue Anderson, cuyo personaje pierde repentinamente la visión, fue aclamada por los críticos y la actriz ganó un nombramiento del premio Emmy por la interpretación.
Aunque se desvió de los textos originales en algunos aspectos, la serie de televisión fue una de las pocas producciones dramáticas duraderas en tratar temas de familia. Aunque predominase el drama, el programa tenía algunos momentos cómicos, gracias a los papeles de miembros tales como el Sr. Edwards y la familia Oleson: Nels, Harriet, Willie y Nellie.

## Episodios
| Temporada | Temporada | Episodios | Episodios | Emisión original         | Emisión original     |
| Temporada | Temporada | Episodios | Episodios | Primera emisión          | Última emisión       |
| --------- | --------- | --------- | --------- | ------------------------ | -------------------- |
|           | 1         | 24        | 24        | 11 de septiembre de 1974 | 7 de mayo de 1975    |
|           | 2         | 22        | 22        | 10 de septiembre de 1975 | 31 de marzo de 1976  |
|           | 3         | 22        | 22        | 27 de septiembre de 1976 | 4 de abril de 1977   |
|           | 4         | 22        | 22        | 12 de septiembre de 1977 | 13 de marzo de 1978  |
|           | 5         | 24        | 24        | 11 de septiembre de 1978 | 19 de marzo de 1979  |
|           | 6         | 24        | 24        | 17 de septiembre de 1979 | 12 de mayo de 1980   |
|           | 7         | 22        | 22        | 22 de septiembre de 1980 | 11 de mayo de 1981   |
|           | 8         | 22        | 22        | 5 de octubre de 1981     | 10 de mayo de 1982   |
|           | 9         | 22        | 22        | 27 de septiembre de 1982 | 21 de marzo de 1983  |
|           | Películas | 3         | 3         | 12 de diciembre de 1983  | 6 de febrero de 1984 |

## Trama

### Temporadas 1974-1976
La serie gira alrededor de Charles Ingalls (Michael Landon), un hombre casero que tiene problemas para asentarse con su familia en Plum Creek, Minnesota. Él y su esposa Caroline se trasladan a Walnut Grove, Minnesota, en busca de una comunidad mejor y de prosperidad. Juntos crían a sus tres hijas: Mary, Laura y Carrie.
Mientras que Nels Oleson (propietario del almacén principal del pueblo) es un buen amigo de Ingalls, Harriet, su esposa, no lo es; provoca a menudo incidentes con sus chismes o instigando a su marido a que obligue a Ingalls a hipotecar su granja por las deudas contraídas con él. Nellie, la hija mayor de los Oleson, es como su madre, a menudo repulsiva, grosera, abusiva, perturbada, orgullosa y siempre planeando humillar a Laura. Willie, cinco años menor que Nellie, es un típico niño pícaro y malintencionado que ayuda a menudo a su hermana en sus maldades. Nellie y Willie cambian su actitud en las últimas temporadas, después de que Nellie se case con un hombre de negocios judío y profesor de química, Percival Dalton; y Willie después de tener una charla sincera con Laura, que era para entonces su profesora en la escuela de Walnut Grove. Sin embargo, pese al empeño de Nels, Harriet nunca cambia. Además, los Oleson adoptan una "reencarnación" del personaje de Nellie: Nancy Oleson.
También aparecieron en la serie Jonathan Garvey (un carpintero amigo de Ingalls), el Reverendo Robert Alden, pastor de la iglesia de Walnut Grove, Lars Hanson, (fundador del pueblo y propietario del molino), y el Dr. Hiram Baker, (médico de la ciudad).

### Temporadas 1977-1978
Adam Kendall se convierte en el marido de Mary Ingalls, a quien conoce en la escuela para ciegos en el capítulo 22 de la cuarta temporada (1978-1979). La familia Ingalls adopta a Albert Quinn de diez años de edad, un niño de pasado desconocido y malos hábitos iniciales, que la familia conoce cuando se trasladan a Winoka en el primer capítulo de la quinta temporada en 1978.

### Temporadas 1979-1981
En el primer capítulo de la sexta temporada, en 1979, aparece Almanzo James Wilder, un hombre 10 años mayor que Laura, con quien se casa. Varios episodios durante la temporada 1979-1980 muestran el florecimiento de un romance verdadero. Almanzo y Laura se casan en el primer capítulo de la temporada 1980-1981. Más adelante, la familia Ingalls adopta más niños. En la temporada 1981, la familia da la bienvenida a James y Cassandra, hermanos de 12 y 9 años, que quedan huérfanos después de que sus padres mueran en un accidente. También ese año, los Oleson adoptan a Nancy, otra joven huérfana.

### Temporadas 1982-1983
Pero después de nueve años, y con la maduración de Laura Ingalls y los problemas y tribulaciones del resto de los habitantes de Walnut Grove, las audiencias descendieron. El 21 de marzo de 1983, Little House on the Prairie tuvo su último capítulo. A pesar de la caída de audiencia de la serie semanal, el público aún demandaba más episodios. Para satisfacer esta demanda, se produjeron tres películas de televisión basadas en la serie original.

## Elenco y personajes

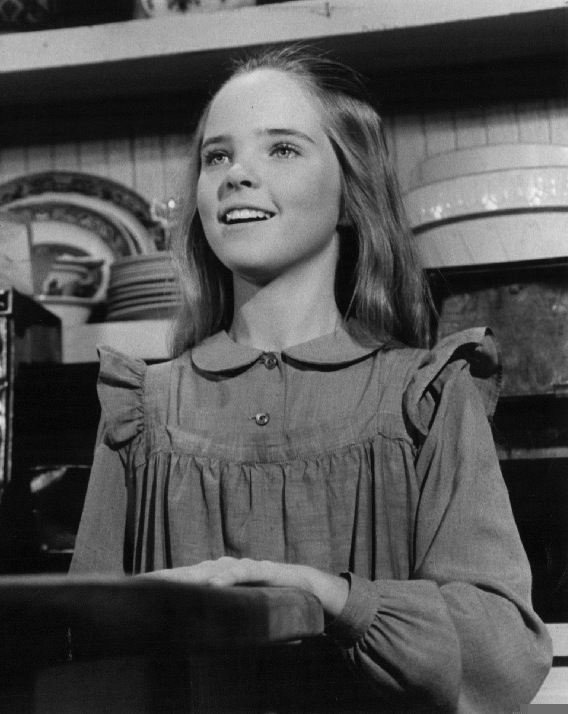
Melissa Sue Anderson interpretaba a Mary Ingalls.

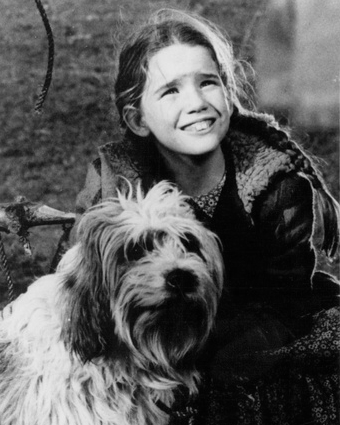
Melissa Gilbert interpretaba a Laura Ingalls.

El reparto principal de la serie fue:
- Michael Landon como Charles Ingalls.
- Karen Grassle como Caroline Ingalls.
- Melissa Gilbert como Laura Ingalls.
- Melissa Sue Anderson como Mary Ingalls.
- Lindsay y Sidney Greenbush como Carrie Ingalls.
- Brenda y Wendi Turnbaugh como Grace Ingalls.
- Matthew Labyorteaux como Albert Quinn Ingalls (temporadas 4-9).
- Jason Bateman como James Cooper Ingalls (temporadas 7-9).
- Melissa Francis como Cassandra Cooper Ingalls (temporadas 7-9)
- Alison Arngrim como Nellie Oleson (temporadas 1-8).
- Richard Bull como Nelson "Nels" Oleson.
- Katherine MacGregor como Harriet Oleson.
- Jonathan Gilbert como Willie Oleson.
- Kevin Hagen como Dr. Hiram Baker.
- Dabbs Greer como Reverendo Robert Alden.
- Karl Swenson como Lars Hanson (temporadas 1-4).
- Charlotte Stewart como Eva Beadle Simms (temporadas 1-4).
- Victor French como Isaiah Edwards (1974-1977, 1979, 1981-1983).
- Bonnie Bartlett como Grace Snider Edwards (1974-1977, 1979).
- Dean Butler como Almanzo James Wilder (temporada 5-9).
- Shannen Doherty como Jenny Wilder (1982-1983).
- Sarah E. y Jennifer Coleman como Rose Wilder (1982-1983).
- Jennifer y Michele Steffin como Rose Wilder (1983-1984).
- Merlin Olsen como Jonathan Garvey (1977-1981).
- Hersha Parady como Alice Garvey (1977-1980).
- Patrick Labyorteaux como Andrew “Andy” Garvey (1977-1981).
- Linwood Boomer como Adam Kendall (1978-1981).
- Ketty Lester como Hester-Sue Terhune (1979-1983).

Otros actores: 
- Steve Tracy como Percival Dalton.
- Olivia Barash como Sylvia.
- Jill Schoelen como Jane (temporada 9 - episodio 10).
- Stan Ivar como Jonh Carter.
- Pamela Roylance como Sarah Carter.
- Lindsay Kennedy como Jeb Carter.
- David Friedman como Jason Carter.
- Harriet Gibson como Annabelle, hermana de Nelson Oleson (temporada 5 - episodio 6).
- Leslie Landon como Etta Plum.

Se contó con la participación de amplio elenco que incluyó a Louis Gossett Jr., Lucy Lee Flippin, Mariette Hartley, Eddie Quillan, Dub Taylor, John Bleifer, Anne Archer, Ray Bolger, Ernie Hudson, Hermione Baddeley, David Hooks, Ray Bolger, Willie Aames, Leon Charles, Don "Red" Barry, Nicolas Coster, James B. Sikking, Beth Howland, Moses Gunn, Patricia Neal, Ernest Borgnine, Dirk Blocker, Richard Mulligan, Todd Bridges, Red Buttons, Chuck McCann, John Hillerman, Tony Becker, Sean Penn, Gil Gerard, Shannen Doherty, James Cromwell y Johnny Cash.

### Actores de doblaje en España
TVE emitió las primeras siete temporadas entre 1975 y 1981. El doblaje de estas siete temporadas se realizó en los estudios Cineson de Madrid, bajo la dirección de Manolo García (temporadas 1 a 4) y Manuel Cano (temporadas 5 a 7), contando con las voces de
- Manolo García (temporadas 1 a 4) y Manuel Cano (temporadas 5 a 7) como Charles Ingalls.
- María Luisa Rubio como Caroline Ingalls.
- Mari Pe Castro como Laura Ingalls.
- Marisa Marco (temporadas 1 a 4) y Paloma Escola (temporadas 5 a 7) como Mary Ingalls.
- Carmita Arenas como Carrie Ingalls.
- Rafael Alonso Naranjo como Albert Quinn Ingalls.
- Félix Acaso como Nels Oleson.
- Lola Cervantes (temporadas 1 a 4) y María Romero (temporadas 5 a 7) como Harriett Oleson.
- Rosita Valero como Nellie Oleson.
- María del Carmen Goñi como Willie Oleson.
- Antonio Fernández Sánchez como Doctor Hiram Baker.
- Joaquín Vidriales como Reverendo Robert Alden.
- Maite Santamarina como Maestra señorita Beadle.
- Eduardo Calvo como Lars Hanson.
- Francisco Arenzana (temporada 1 a 4) y José María Cordero (temporadas 5 a 7) como Isaiah Edwards
- Matilde Vilariño como Alicia Sanderson Edwards.
- Luis Varela como Adam Kendall.
- Ernesto Aura (temporadas 1 a 4) y Víctor Valverde (temporadas 5 a 7) como Jonathan Garvey.
- Amelia Jara como Andy Garvey.
- Ana María Simón como Alice Garvey.
- Eduardo Jover como Almanzo James Wilder.
- Rafael Navarro como Henry Holbrook.

En 1992, Telecinco comenzó a reponer la serie desde su primera temporada. Logró que TVE les vendiera el doblaje de las cuatro primeras temporadas, pero como los doblajes de la quinta a la séptima se perdieron en el inmenso archivo de la cadena pública, tuvieron que redoblarlos y doblar por primera vez la octava y novena, que nunca se habían emitido en TVE.